# Juglans neotropica
Juglans neotropica es una especie de fanerógama en la familia Juglandaceae. Se halla en Colombia, Ecuador, Perú y Venezuela. Está amenazada por pérdida de hábitat.

## Crecimiento y cultivo
Es un árbol de lento crecimiento, alcanzando 40 m y más de altura, con corteza, rojo parda, y el dosel es oval. Las hojas compuestas, típicas de todos los miembros de Juglans, alcanzan 4 dm de largo, agrupadas al final de las ramas, y tienen borde aserrado.
Prefiere suelo suelto, fértil, e incluso vive bien en condiciones fangosas, y con pH neutro a algo ácido es ideal; no tolerando suelos calcáreos ni muy ácidos. Se los encuentra entre 1600 y 2500 m s. n. m., en biomas donde la temperatura media oscila entre 16 y 22 °C, y precipitación anual de 1 a 3 m distribuidas a lo largo del año. No se comporta bien si está cerca de cursos de agua. Naturalmente aparece en una gran variedad de bosques premontanos y montanos, y muy abundantemente en bosque nubosos.
Se propaga por semilla; las nueces se escarifican con papel de lija, y se plantan en arena húmeda por 4 meses a temperatura de 2 a 4 °C. Los tiempos de germinación natural están pobremente estudiados, pero aparecen nuevos renovales donde caen las nueces y se ocultan por la broza.
Es alelopática, como muchos nogales, y su presencia mata otras especies. Es hospedante común de anturiums y de filodendrons, que no los afecta.

## Frutos
Produce frutos comestibles (llamados toctes en Ecuador), en drupas que se colorean de verde amarillento al madurar; o se colectan de las caídas, o se cosechan propiamente del pie al mostrar signos de maduración. Son un ingrediente para la preparación de algunas melcochas y en las nogadas ecuatorianas. El jugo de la fruta tiñe fuertemente manos y ropa. 

## Madera
Madera dura, durable, muy cotizada en construcción, pisos, revestimientos, utensilios, decoración. En Sudamérica, se la llama "nogal", y es de las maderas más caras.

## Taxonomía
Juglans neotropica fue descrita por Friedrich Ludwig Emil Diels y publicado en Botanische Jahrbücher für Systematik, Pflanzengeschichte und Pflanzengeographie 37: 398. 1906.
Etimología
Juglans; nombre genérico que procede del término latíno Juglans que deriva de Jovis glans, "bellotas de Júpiter": figuradamente, una nuez apropiada para un dios.
neotropica: epíteto geográfico que alude a su localización en el Neotrópico.
Sinonimia
- Juglans andina Triana & Cortés
- Juglans colombiensis Dode
- Juglans honorei Dode
- Juglans equatoriensis Linden
- Juglans granatensis Linden[4]

## Nombres comunes
- Cedro negro, nogal, cedro nogal, nogal bogotano, nogal tunjano, tocte[2] o nogal ecuatoriano.[5][6]